# 사노크군

포트카르파츠키에주 지도에 표시된 사노크군의 위치

사노크군(폴란드어: powiat sanocki)은 폴란드 포트카르파츠키에주에 위치한 군으로 군청 소재지는 사노크이며 면적은 1,225.12km2, 인구는 94,473명(2019년 기준), 인구 밀도는 77명/km2이다.
서쪽으로는 크로스노군, 북쪽으로는 브조주프군, 북동쪽으로는 프셰미실군, 동쪽으로는 레스코군과 접하며 남쪽으로는 슬로바키아와 국경을 접한다. 8개 지방 자치체(1개 도시, 1개 도시형 농촌, 6개 농촌)를 관할한다.

군기
군 문장